# Курська вулиця (Санкт-Петербург)
Курська вулиця (рос. Ку́рская улица) — вулиця у Фрунзенському районі Санкт-Петербурга. Проходить від Борової вулиці до Дніпропетровської вулиці.

## Історія
Спочатку з 1798 року носила назву Меркулов провулок (через прізвище домовласника) і проходила від Борової вулиці до Ліговського проспекту. Із 1821 року — Шмельов провулок (через прізвище домовласника).
Сучасну назву вулиця отримала 7 березня 1858 року в честь міста Курськ, в ряду прилеглих проїздів, найменованих по губернських містах Центральної та Південної Російської імперії. 16 квітня 1887 року продовжена від Ліговського проспекту до Дніпропетровської вулиці.

## Пам'ятки
- Фрунзенський районний суд (буд. 3)
- Технопарк «Курський» (буд. 27)
- Готель «Київський» (буд. 40)